# Le perle nere del Pacifico
Le perle nere del Pacifico (Pearl of the South Pacific) è un film del 1955 diretto da Allan Dwan e interpretato da Virginia Mayo.

## Trama
La giovane Rita Delaine, spacciandosi per una missionaria, sbarca insieme a due complici su un atollo nell'oceano Pacifico, poiché ricco di banchi di perle nere. Le perle sono custodite dalla tribù indigena capeggiata da un anziano bianco che detesta la civiltà moderna. Suo figlio s'innamora di Rita che però tenterà di tutto per imbrogliarli.

## Tagline
What's one more sin when there's a fortune to share? (Che cos'è un peccato in più quando c'è una fortuna da spartire?)